# Seznam dílů seriálu Umbrella Academy
Toto je seznam dílů seriálu Umbrella Academy. Americký superhrdinský televizní seriál Umbrella Academy natočený podle stejnojmenného komiksu měl premiéru 15. února 2019 na Netflixu.

## Přehled řad
| Řada | Díly | Premiéra na Netflixu |                   |
| ---- | ---- | -------------------- | ----------------- |
| 1    | 10   | 15. února 2019       | 15. února 2019    |
| 2    | 10   | 31. července 2020    | 31. července 2020 |
| 3    | 10   | 22. června 2022      | 22. června 2022   |
| 4    | 6    | 8. srpna 2024        | 8. srpna 2024     |

## Seznam dílů

### První řada (2019)
| Č. v seriálu | Č. v řadě | Původní název                                   | Český název                          | Režie            | Scénář                                 | Premiéra na Netflixu |
| ------------ | --------- | ----------------------------------------------- | ------------------------------------ | ---------------- | -------------------------------------- | -------------------- |
| 1            | 1         | We Only See Each Other at Weddings and Funerals | Vídáme se jen na svatbách a funusech | Peter Hoar       | Jeremy Slater                          | 15. února 2019       |
| 2            | 2         | Run Boy Run                                     | Zdrhej, chlapče!                     | Andrew Bernstein | Steve Blackman                         | 15. února 2019       |
| 3            | 3         | Extra Ordinary                                  | (Ne)obyčejná                         | Andrew Bernstein | Ben Nedivi & Matt Wolpert              | 15. února 2019       |
| 4            | 4         | Man on the Moon                                 | Muž na Měsíci                        | Ellen Kuras      | Lauren Schmidt Hissrich                | 15. února 2019       |
| 5            | 5         | Number Five                                     | Číslo Pět                            | Ellen Kuras      | Bob DeLaurentis                        | 15. února 2019       |
| 6            | 6         | The Day That Wasn't                             | Den, který nebyl                     | Stephen Surjik   | Sneha Koorse                           | 15. února 2019       |
| 7            | 7         | The Day That Was                                | Den, který byl                       | Stephen Surjik   | Ben Nedivi a Matt Wolpert              | 15. února 2019       |
| 8            | 8         | I Heard a Rumor                                 | Zaslechla jsem zvěst                 | Jeremy Webb      | Lauren Schmidt Hissrich a Sneha Koorse | 15. února 2019       |
| 9            | 9         | Changes                                         | Změny                                | Jeremy Webb      | Bob DeLaurentis a Eric W. Phillips     | 15. února 2019       |
| 10           | 10        | The White Violin                                | Bílé Housle                          | Peter Hoar       | Steve Blackman                         | 15. února 2019       |

### Druhá řada (2020)
| Č. v seriálu | Č. v řadě | Původní název               | Český název       | Režie           | Scénář                          | Premiéra na Netflixu |
| ------------ | --------- | --------------------------- | ----------------- | --------------- | ------------------------------- | -------------------- |
| 11           | 1         | Right Back Where We Started | Zpátky na začátku | Sylvain White   | Steve Blackman                  | 31. července 2020    |
| 12           | 2         | The Frankel Footage         | Frankelovy záběry | Stephen Surjik  | Mark Goffman                    | 31. července 2020    |
| 13           | 3         | The Swedish Job             | Švédi             | Stephen Surjik  | Jesse McKeown                   | 31. července 2020    |
| 14           | 4         | The Majestic 12             | Majestic 12       | Tom Verica      | Bronwyn Garrity                 | 31. července 2020    |
| 15           | 5         | Valhalla                    | Valhalla          | Tom Verica      | Robert Askins                   | 31. července 2020    |
| 16           | 6         | A Light Supper              | Lehčí večeře      | Ellen Kuras     | Aeryn Michelle Williams         | 31. července 2020    |
| 17           | 7         | Öga for Öga                 | Oga Foroga        | Ellen Kuras     | Nikki Schiefelbein              | 31. července 2020    |
| 18           | 8         | The Seven Stages            | Sedm stádií       | Amanda Marsalis | Mark Goffman a Jesse McKeown    | 31. července 2020    |
| 19           | 9         | 743                         | 743               | Amanda Marsalis | Bronwyn Garrity a Robert Askins | 31. července 2020    |
| 20           | 10        | The End of Something        | Něco končí        | Jeremy Webb     | Steve Blackman                  | 31. července 2020    |

### Třetí řada (2022)
| Č. v seriálu | Č. v řadě | Původní název                   | Český název           | Režie         | Scénář                                  | Premiéra na Netflixu |
| ------------ | --------- | ------------------------------- | --------------------- | ------------- | --------------------------------------- | -------------------- |
| 21           | 1         | Meet the Family                 | Tohle je naše rodina  | Jeremy Webb   | Steve Blackman a Michelle Lovretta      | 22. června 2022      |
| 22           | 2         | World's Biggest Ball of Twine   | Největší klubko světa | Cheryl Dunye  | Jesse McKeown                           | 22. června 2022      |
| 23           | 3         | Pocket Full of Lightning        | Nabitý Pocket         | Cheryl Dunye  | Robert Askins                           | 22. června 2022      |
| 24           | 4         | Kugelblitz                      | Kugelblitz            | Sylvain White | Aeryn Michelle Williams                 | 22. června 2022      |
| 25           | 5         | Kindest Cut                     | Nejmilejší oběť       | Sylvain White | Elizabeth Padden                        | 22. června 2022      |
| 26           | 6         | Marigold                        | Marigold              | Jeff F. King  | Lauren Otero                            | 22. června 2022      |
| 27           | 7         | Auf Wiedersehen                 | Auf Wiedersehen       | Kate Woods    | Michelle Lovretta                       | 22. června 2022      |
| 28           | 8         | Wedding at the End of the World | Svatba na konci světa | Paco Cabezas  | Jesse McKeown a Aeryn Michelle Williams | 22. června 2022      |
| 29           | 9         | Seven Bells                     | Sedmero zvonů         | Paco Cabezas  | Robert Askins                           | 22. června 2022      |
| 30           | 10        | Oblivion                        | Zapomnění             | Jeff F. King  | Steve Blackman a Robert Askins          | 22. června 2022      |

### Čtvrtá řada (2024)
| Č. v seriálu | Č. v řadě | Původní název                                   | Český název                         | Režie         | Scénář                                                                                                  | Premiéra na Netflixu |
| ------------ | --------- | ----------------------------------------------- | ----------------------------------- | ------------- | --- | -------------------- |
| 31           | 1         | The Unbearable Tragedy of Getting What You Want | Tragický úděl těch, co mají všechno | Jeremy Webb   | Steve Blackman a Jesse McKeown                                                                          | 8. srpna 2024        |
| 32           | 2         | Jean and Gene                                   | Jean a Gene                         | Cheryl Dunye  | námět: Molly Nussbaum a Robert Askins scénář: Molly Nussbaum, Robert Askins a Jesse McKeown             | 8. srpna 2024        |
| 33           | 3         | The Squid and the Girl                          | Oliheň a dívka                      | Paco Cabezas  | Aeryn Michelle Williams a Elizabeth Padden                                                              | 8. srpna 2024        |
| 34           | 4         | The Cleanse                                     | Očista                              | Paco Cabezas  | Lauren Otero a Thomas Page McBee                                                                        | 8. srpna 2024        |
| 35           | 5         | Six Years, Five Months, and Two Days            | Šest let, pět měsíců a dva dny      | Sylvain White | námět: Jesse McKeown a Andrew Raab scénář: Robert Askins, Christopher High, Jesse McKeown a Andrew Raab | 8. srpna 2024        |
| 36           | 6         | End of the Beginning                            | Konec začátku                       | Paco Cabezas  | námět: Jesse McKeown, Robert Askins, Christopher High a Steve Blackman scénář: Jesse McKeown            | 8. srpna 2024        |